# Garnizon Gdynia

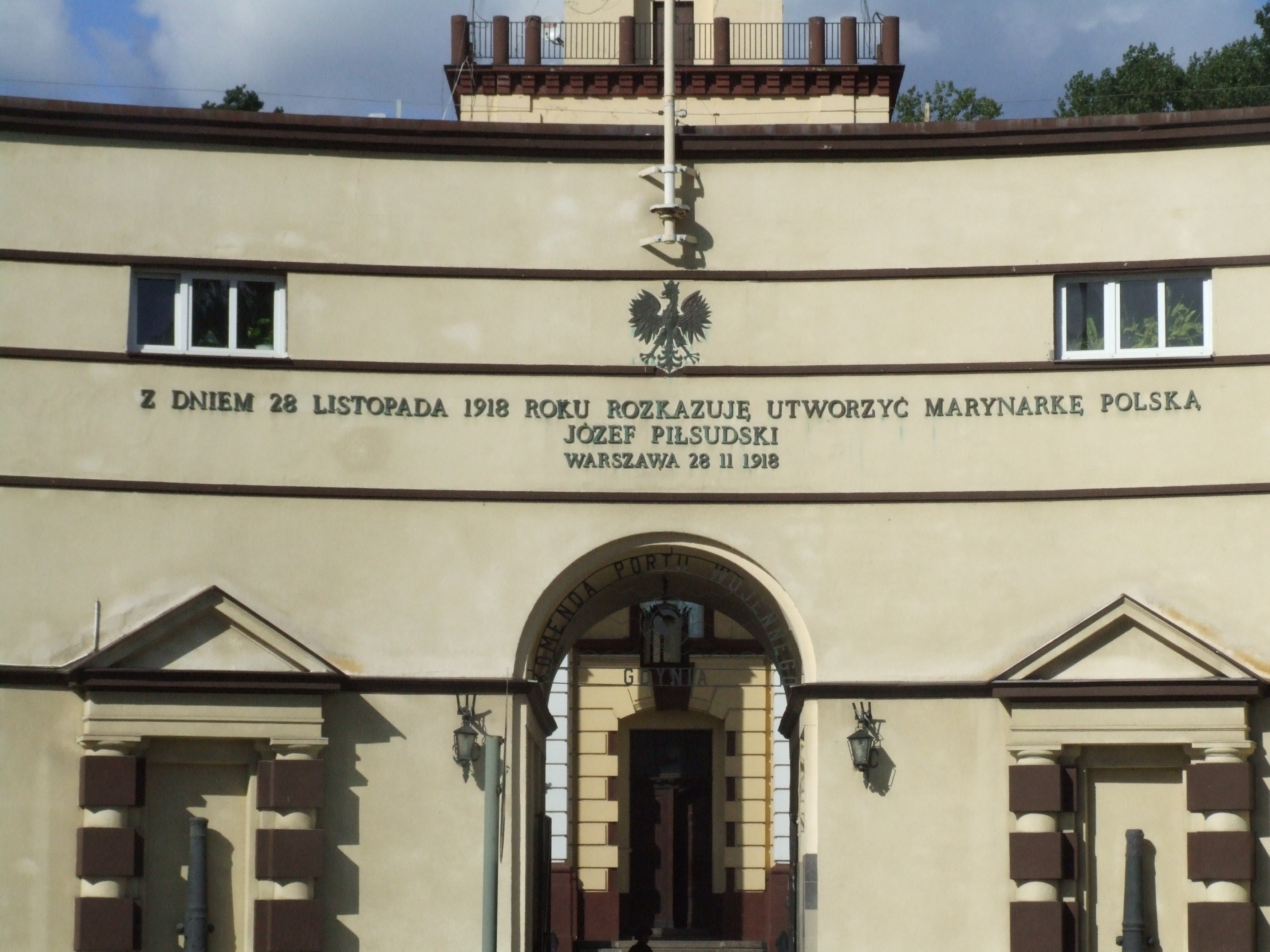
Komenda Portu Wojennego Gdynia

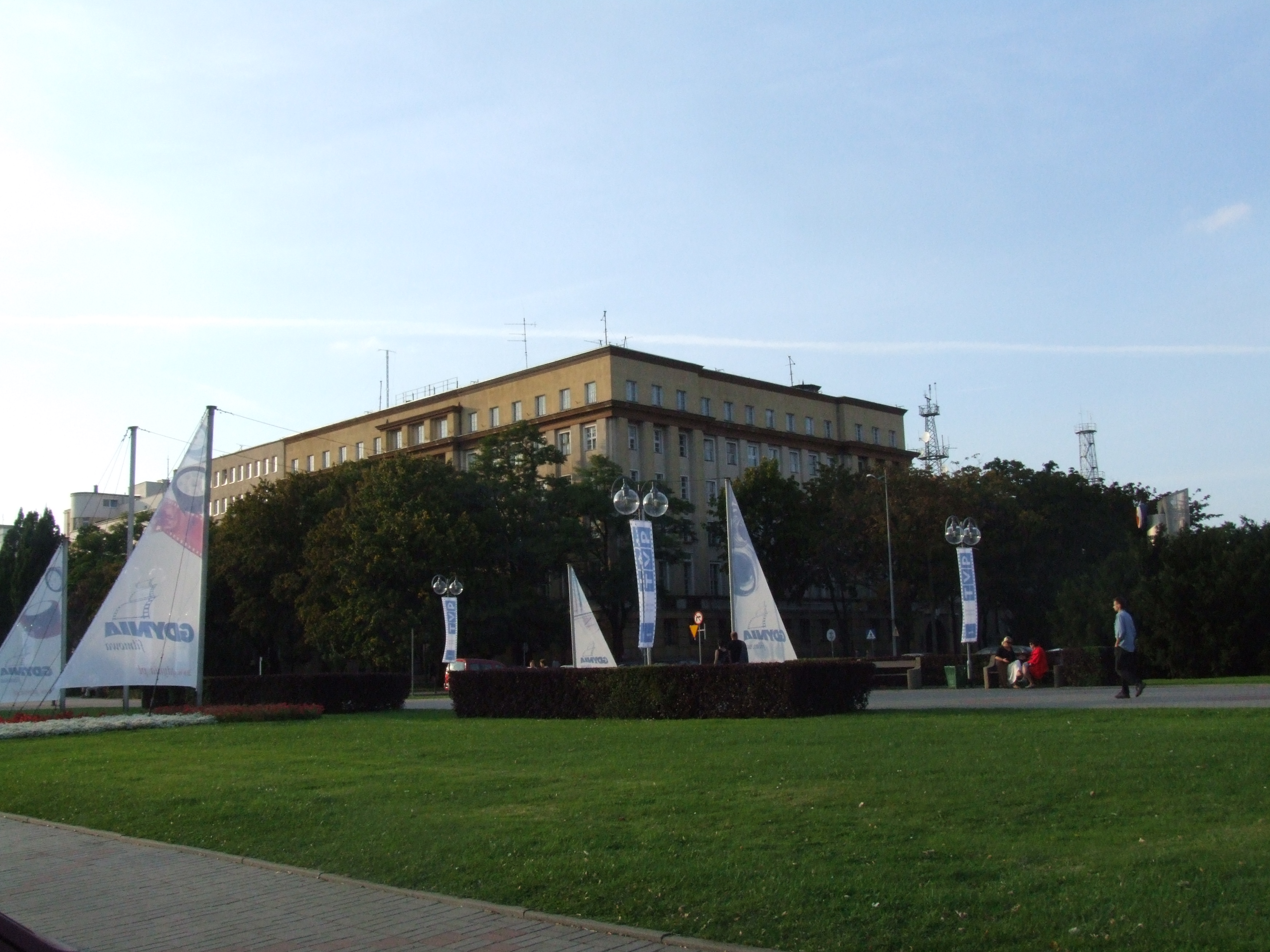
Dowództwo Marynarki Wojennej

Garnizon Gdynia – garnizon Wojska Polskiego istniejący od 1924 roku. Poniższa lista przedstawia dowództwa, instytucje oraz jednostki wojskowe, które stacjonują lub w przeszłości stacjonowały na terenie Garnizonu Gdynia. W spisie wyszczególnione są jedynie nadrzędne jednostki wojskowe, powyżej oddziału włącznie. Data w nawiasie opisuje okres w jakim dana jednostka stacjonowała w Gdyni i może być różna od lat istnienia jednostki.
Rozporządzeniem Ministra Obrony Narodowej z 10 sierpnia 2022 w sprawie utworzenia, przekształcenia i zniesienia garnizonów oraz określenia zadań, siedzib i terytorialnego zasięgu właściwości ich dowódców, określono  terytorialny zasięg Garnizonu Gdynia. Obejmuje on (2022) miasto Gdynia i Sopot oraz gminę Kosakowo.

## Marynarka Wojenna

### Dowództwa i jednostki wojskowe istniejące przed 1939
- Dowództwo Floty i Obszaru Nadmorskiego (8 sierpnia 1924 – 17 sierpnia 1939)
- Dowództwo Morskiej Obrony Wybrzeża (1 czerwca 1939 – 17 sierpnia 1939)
- Dowództwo Lądowej Obrony Wybrzeża (1 czerwca 1939 – 19 września 1939)
- Dowództwo Obrony Wybrzeża Morskiego (4 kwietnia 1933 – 1 czerwca 1939)
- Morska Brygada Obrony Narodowej (1937–1939)
- 2 Morski Pułk Strzelców (5 grudnia 1938 – 19 września 1939)
- 1 Morski Dywizjon Artylerii Przeciwlotniczej (1 marca 1933 – 19 września 1939)
- Morski Dywizjon Żandarmerii (1933-1939)
- Dywizjon Kontrtorpedowców (15 września 1932 – 29 sierpnia 1939)
- Dywizjon Okrętów Podwodnych (30 kwietnia 1932 – 17 sierpnia 1939)
- Dywizjon Minowców (1 kwietnia 1930 – 17 sierpnia 1939)
- Dywizjon Szkolny (1 kwietnia 1930 – 1 czerwca 1935)
- Dywizjon Torpedowców (1920–1930)
- Dywizjon Ćwiczebny (1920-1930)
- Komenda Portu Wojennego (1923-1939)
- Centrum Wyszkolenia Specjalistów Floty (1927–1939)
- Kadra Floty (15 sierpnia 1930 – 1 września 1939)

#### Obsada personalna komendy placu i garnizonu
Obsada personalna komendy placu i garnizonu w marcu 1939:
- komendant placu – ppłk łączn. Doskoczyński Henryk Wilhelm
- adiutant – kpt. adm. (art) Zwartyński Stanisław (*)[b]
- kierownik referatu mobilizacyjnego – kpt. adm. (piech.) Markiewicz Franciszek (*)[b]
- kierownik referatu administracyjno-kwaterunkowego – kpt. adm. (art) Zwartyński Stanisław (*)[b]
- kierownik referatu bezpieczeństwa i dyscypliny – kpt. adm. (piech.) Markiewicz Franciszek (*)[b]

### Dowództwa i jednostki wojskowe rozformowane po 1945
- Dowództwo Floty (31 października 1949 – 6 grudnia 1949)
- Dowództwo Lotnictwa i Obrony Przeciwlotniczej Marynarki Wojennej (1957–1965)
- Dowództwo Jednostek Nadbrzeżnych (1957 – lata 60. XX wieku)
- Dowództwo Artylerii Nadbrzeżnej (1949 – 1957)
- Dowództwo Bazy Głównej Marynarki Wojennej (1945 – lata 60. XX wieku)
- 33 Dywizja Lotnictwa Marynarki Wojennej (1953–1957)
- Flotylla Trałowców (1946–1947)
- Brygada Okrętów Podwodnych (6 lipca 1955 – 31 marca 1971)
- 34 Pułk Lotnictwa Myśliwskiego (31 grudnia 1951 – 1 stycznia 1995)
- 30 Pułk Lotnictwa Marynarki Wojennej (3 maja 1951 – 25 kwietnia 1954)
- 3 Pułk Zabezpieczenia Dowództwa Marynarki Wojennej (1974–1989)
- 33 Pułk Inżynieryjno-Budowlany (lata 60. XX wieku – lata 80. XX wieku)
- 41 Dywizjon Okrętów Ratowniczych (27 sierpnia 1964 – 1 listopada 1991)
- 7 Dywizjon Niszczycieli (1957-1971)
- Dywizjon Artylerii Kolejowej (1947-1948)
- Dywizjon Ścigaczy (1 kwietnia 1946 – 1 stycznia 1951)
- Dywizjon Okrętów Powodnych (30 listopada 1945 – 6 lipca 1955)
- 18 Eskadra Lotnictwa Ratowniczo-łącznikowego (1954-1995)
- 32 Batalion Łączności Marynarki Wojennej (1946-1952)
- Oddział Zabezpieczenia Dowództwa Marynarki Wojennej (1969–1974)
- Oddział Zabezpieczenia Hydrograficznego (1959–1987)
- Oddział Awaryjno-Ratowniczy Marynarki Wojennej (1951-1964)
- Oddział Pomocniczy Środków Pływających i Przystani (30 listopada 1945 – 15 lipca 1947)
- Węzeł Łączności Dowództwa Marynarki Wojennej (1946-2002)
- 1 Składnica Marynarki Wojennej (1970 – lata 80. XX wieku)
- Centralna Składnica Broni Podwodnej (1960–1970)
- Oficerska Szkoła Marynarki Wojennej (18 stycznia 1946 – 18 września 1958)
- Ośrodek Badawczy Marynarki Wojennej (27 września 1958 – 1 stycznia 1995)
- 1 Morski Pułk Strzelców im. Płka Stanisława Dąbka

### Dowództwa i jednostki wojskowe istniejące obecnie
- Centrum Operacji Morskich – Dowództwo Komponentu Morskiego;
- 3 Flotylla Okrętów im. Kmdra Bolesława Romanowskiego
- "Gdyńska" Brygada Lotnictwa Marynarki Wojennej im. Kmdra Pil. Karola Trzaski-Durskiego
- Oddział Zabezpieczenia Marynarki Wojennej
- Dywizjon Zabezpieczenia Hydrograficznego
- 6 "Oliwski" Ośrodek Radioelektroniczny im. Admirała Arendta Dickmana
- Biuro Hydrograficzne Marynarki Wojennej
- Zespół Informatyki Marynarki Wojennej
- Centralna Składnica Marynarki Wojennej im. Kadm. Xawerego Czernickiego
- Centralny Zakład Sprzętu Ratowniczego Marynarki Wojennej
- Akademia Marynarki Wojennej im. Bohaterów Westerplatte
- Ośrodek Szkolenia Nurków i Płetwonurków Wojska Polskiego im. Kmdra Stanisława Mielczarka
- Ośrodek Szkolenia Żeglarskiego Marynarki Wojennej
- Archiwum Marynarki Wojennej im. Kmdra Bohdana Wrońskiego
- Muzeum Marynarki Wojennej
- Klub Marynarki Wojennej "Riwiera"

- Wydział Żandarmerii Wojskowej w Gdyni
- Wojskowy Sąd Garnizonowy
- Wojskowa Prokuratura Garnizonowa
- Delegatura Wojskowego Dozoru Technicznego w Gdyni

## Siły Powietrzne

### Rozformowane jednostki wojskowe
- 65 Dywizjon Rakietowy Obrony Powietrznej (2002-2011)
- 4 "Gdyńska" Brygada Rakietowa Obrony Powietrznej (1992–2001)
- 4 Brygada Artylerii Obrony Powietrznej Kraju im. Obrońców Wybrzeża (1967–1992)
- 60 Brygada Artylerii Obrony Powietrznej Kraju (1963–1967)
- 60 Samodzielny Pułk Artylerii Przeciwlotniczej (1951-1963)

### Jednostki wojskowe istniejące obecnie
- 33 Dywizjon Rakietowy Obrony Powietrznej
- 1 Centrum Koordynacji Operacji Powietrznych
- 18 Ruchome Warsztaty Techniczne

## Inne
Pozostałe instytucje i jednostki wojskowe istniejące obecnie:
- MJDS
- 1 Wojskowy Ośrodek Meteorologii
- Inspektorat SKW w Gdyni
- Wojskowy Sąd Garnizonowy w Gdyni
- Wojskowa Prokuratura Garnizonowa w Gdyni
- Komenda Garnizonu Gdynia
- Wojskowa Komenda Uzupełnień
- Rejonowy zarząd infrastruktury
- Oddział Rejonowy Wojskowej Agencji Mieszkaniowej
- Morski Oddział Terenowy Agencji Mienia Wojskowego